# Martien van der Weijden
Martinus Petrus (Martien) van der Weijden (Zevenhoven, 30 januari 1900 – Woerden, 11 oktober 1971) was een Nederlands politicus en bestuurder.

## Levensloop
Van der Weijden had een eigen landbouwbedrijf in Zevenhoven. Zowel zijn vader als grootvader waren politiek actief, Van der Weijden volgde in hun voetsporen. Namens de Roomsch-Katholieke Staatspartij, en later de Katholieke Volkspartij, was hij lid van de Tweede Kamer (1933-1959) en de Provinciale Staten van Zuid-Holland (1935-1941 en 1946-1958). Ook was hij burgemeester van Zevenhoven (1947-1952) en Nieuwkoop (1952-1965). In 1949 werd hij benoemd tot Ridder in de Orde van de Nederlandse Leeuw.